# Alexander Patch
Alexander McCarrell "Sandy" Patch född 23 november 1889 i Fort Huachuca, Arizona död 21 november 1945 i San Antonio, Texas var en amerikansk militär befälhavare under andra världskriget; brigadgeneral december 1940, generalmajor mars 1942, generallöjtnant 7 augusti 1944 och general 19 juli 1954 (postumt, Public Law 83-508).
Patch var chef för den Seventh United States Army som efter landstigningen på franska Rivieran den 15 augusti 1944 gjorde en snabb framryckning längs Rhônedalen och i början på september mötte delar av George S Pattons Third United States Army. Tre dagar efter landstigningen befordrades Patch till generallöjtnant (trestjärnig general).